# Regula Betschart
Regula Betschart (10 settembre 1965) è un'ex sciatrice alpina svizzera.

## Biografia
Sciatrice polivalente originaria di Muotathal, la Betschart in Coppa Europa nella stagione 1984-1985 vinse la classifica di slalom gigante e si piazzò 2ª in quella generale, mentre in Coppa del Mondo ottenne due piazzamenti: il 4 febbraio 1986 a Piancavallo in slalom speciale (13ª) e il 22 marzo successivo a Bromont in slalom gigante (11ª). In Coppa Europa nella stagione 1986-1987 si piazzò 3ª nella classifica di supergigante, ultimo risultato della sua carriera; non prese parte a rassegne olimpiche né ottenne piazzamenti ai Campionati mondiali.

## Palmarès

### Coppa del Mondo
- Miglior piazzamento in classifica generale: 69ª nel 1986

### Coppa Europa
- Miglior piazzamento in classifica generale: 2ª nel 1985[1]
- Vincitrice della classifica di slalom gigante nel 1985[1]